# Sergio Muñoz Escribano
Sergio Muñoz Escribano (30 de agosto de 1989 en Soria) es un gimnasta español afincado en Madrid.

## Biografía deportiva
Se inició en la gimnasia artística a los cinco años. En 2006 fue medalla de oro en el Europeo Júnior en salto. En abril de 2008 fue 7.º en salto en la Copa del Mundo de Máribor. Formó parte del equipo español de gimnasia artística para los Juegos Olímpicos de Pekín 2008. Participó en el concurso general por equipos, quedando en la 11.ª posición. El equipo español en Pekín estaba integrado por Sergio, Isaac Botella, Manuel Carballo, Gervasio Deferr, Rafael Martínez e Iván San Miguel. En los Juegos Mediterráneos de Pescara 2009 fue bronce por equipos y en caballo con arcos. En 2011 logró el bronce en caballo con arcos y en barra fija en la Copa del Mundo de Gante.
Tras lograr el bronce por equipos en el Preolímpico de Londres 2012, integró el equipo español de gimnasia artística para los Juegos Olímpicos de Londres 2012, donde fue 9.º por equipos. El equipo español en Londres lo integraban Sergio, Isaac Botella, Javier Gómez, Fabián González y Rubén López.

## Palmarés
- Medalla de oro en el Europeo Júnior de 2006 en salto.
- Campeonato de España 2006 (Móstoles): 2.º en clasificación individual, 2.º en suelo y barra, 3.º en anillas y paralelas.
- 2006: Madrid (España). Encuentro España - Bielorrusia - Portugal. 1.º por equipos, 3.º en clasificación individual.
- 2006: Chemnitz (Alemania). Encuentro Alemania - España - Italia: 2.º por equipos, 1.º en clasificación individual.
- 6.º clasificado en el Mundial de 2007 por equipos.
- Stella Zakarova Cup 2007: 3.º en clasificación individual, 1.º por equipos.
- 7.º en salto en la Copa del Mundo de Máribor.
- 11.º por equipos en los Juegos Olímpicos de Pekín 2008.
- Campeón de España 2009 .
- Bronce por equipos y en caballo con arcos en los Juegos Mediterráneos de Pescara 2009.
- Bronce en caballo con arcos y barra fija en la Copa del Mundo de Gante en 2011.
- Bronce por equipos en el Preolímpico de Londres 2012.
- 9.º por equipos en los Juegos Olímpicos de Londres 2012.